# IJzerdraad-arrest

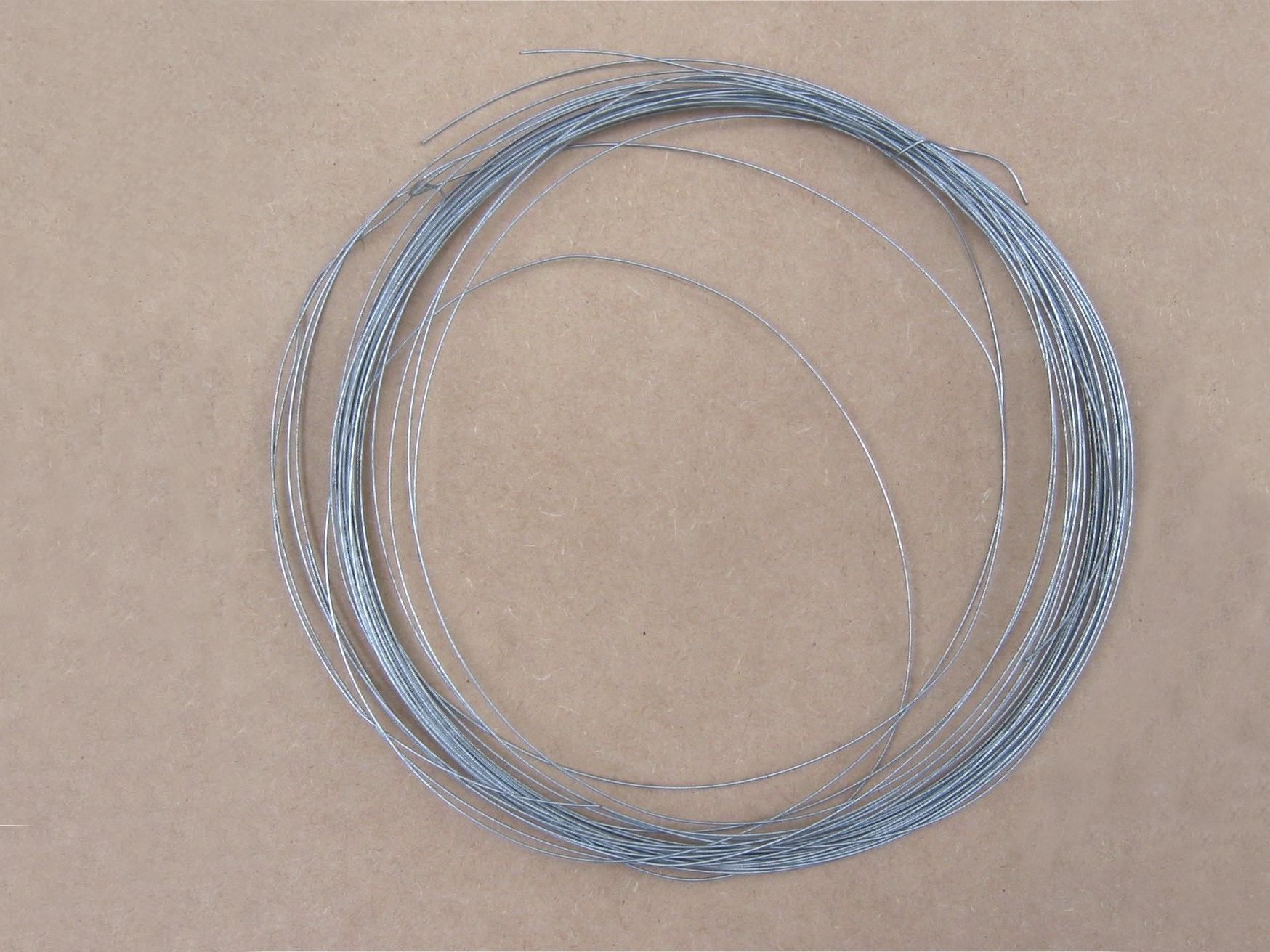
Verzinkt ijzerdraad, 1,2 mm dik

Het IJzerdraad-arrest (HR 23 februari 1954, NJ 1954/378) is een arrest van de Nederlandse Hoge Raad dat betrekking heeft op functioneel daderschap bij het plegen van een delict.

## Casus
In verband met schaarste kort na de oorlog was de export van ijzerdraad destijds vergunningplichtig.
Op een aanvraagformulier moest het land van oorsprong worden ingevuld.
De eigenaar van een klein exportbedrijf werd vervolgd wegens overtreding van het Deviezenbesluit 1945, omdat in de aanvraag voor een exportvergunning voor ijzerdraad naar Finland telkens valse gegevens waren ingevuld.
De kern van de tenlastelegging hield in dat verdachte ten behoeve van zijn exportbedrijf telkens ter verkrijging van een vergunning op een daartoe bestemd formulier via een werknemer –exportmanager tevens chef-inkoper bij dat bedrijf– valse gegevens had ingevuld en dat formulier met een stempel van het bedrijf en de handtekening van de exportmanager aan de centrale Dienst van In- en uitvoer had doen toekomen en vervolgens met de verkregen vergunning ruim 90 ton ijzerdraad naar Finland had uitgevoerd.
Het centrale verweer van verdachte was dat hij niet zelf had ingevuld, doen toekomen en uitgevoerd.

## Rechtsvraag
Kan een leidinggevende strafrechtelijk worden vervolgd voor (verboden) gedragingen van ondergeschikten? (Ja, er is sprake van Beschikkingsmacht en een aanvaarding van het verboden fysieke gedrag van een ander)

## Hoge Raad
In dit arrest geeft de Hoge Raad de twee criteria voor functioneel daderschap: 
(1) beschikkingsmacht over en (2) aanvaarding van het verboden fysieke gedrag van een ander.
- Beschikkingsmacht betekent dat verdachte de baas is over degene –vaak een werknemer– die de verboden handeling uitvoert.
- Aanvaarding betekent dat verdachte wist dat een verboden handeling plaatsvond, of wist dat het in het algemeen op een dergelijke manier gebeurt.

Functioneel daderschap in de zin van het IJzerdraad-arrest betreft het toerekenen van handelingen van derden aan de verantwoordelijke, aan de functionaris die de gebeurtenis in zijn macht heeft.
Nauw met elkaar verbonden zijn hierbij steeds de interpretatie van de delictsgedraging (wat betekent bijvoorbeeld invullen of uitvoeren?) en de specifieke vraag naar daderschap in een bepaald geval.
Voor het eigen daderschap van de functioneel dader komen andere criteria (beschikkingsmacht en aanvaarding) in plaats van fysieke, 
waarneembare gedragingen.

### Opmerking
De criteria van het IJzerdraad-arrest zijn weliswaar ontwikkeld "met het oog op de strafrechtelijke aansprakelijkheid van een natuurlijk persoon voor een gedraging van een andere natuurlijke persoon”.
In voorkomende gevallen kunnen deze criteria tevens fungeren “als maatstaven voor de toerekening van een gedraging van een natuurlijk persoon aan een rechtspersoon”, zo blijkt uit jurisprudentie.
De IJzerdraad-criteria worden dus ook toegepast bij de vraag of een rechtspersoon aansprakelijk is voor gedragingen, verricht door een ander.

## Relevantie
De criteria van het IJzerdraad-arrest zijn sindsdien gevestigde jurisprudentie.